# Heldenstein
Heldenstein – miejscowość i gmina w Niemczech, w kraju związkowym Bawaria, w rejencji Górna Bawaria, w regionie Südostoberbayern, w powiecie Mühldorf am Inn, siedziba wspólnoty administracyjnej Heldenstein. Leży koło 12 km na zachód od Mühldorf am Inn, przy drodze B12 i linii kolejowej Monachium – Wels.

## Dzielnice
- Heldenstein
- Lauterbach
- Weidenbach
- Haigerloh
- Niederheldenstein
- Harting

## Demografia
| Rok  | Liczba mieszk. |
| ---- | -------------- |
| 1970 | 1 170          |
| 1987 | 1 812          |
| 2000 | 2 369          |
| 2005 | 2 391          |

### Struktura wiekowa
Dane o ludności z 31 grudnia 2008:
| Opis                                | Ogółem | Ogółem | Kobiety | Kobiety | Mężczyźni | Mężczyźni |
| ----------------------------------- | ------ | ------ | ------- | ------- | --------- | --------- |
| Jednostka                           | osób   | %      | osób    | %       | osób      | %         |
| Populacja                           | 2382   | 100    | 1204    | 50,55   | 1178      | 49,45     |
| Wiek przedprodukcyjny (0–17 lat)    | 488    | 20,49  | 235     | 9,87    | 253       | 10,62     |
| Wiek produkcyjny (18–65 lat)        | 1495   | 62,76  | 747     | 31,36   | 748       | 31,4      |
| Wiek poprodukcyjny (powyżej 65 lat) | 399    | 16,75  | 222     | 9,32    | 177       | 7,43      |

## Polityka
Wójtem gminy jest Helmut Kirmeier z CSU, wcześniej urząd ten pełnił Josef Müller, rada gminy składa się z 14 osób.
|      | CSU | SPD | UWG | WGEW | Razem |
| 2008 | 7   | -   | 5   | 2    | 14    |
| 2002 | 8   | 1   | 3   | 2    | 14    |

## Oświata
W gminie znajduje się przedszkole (50 miejsc) oraz szkoła podstawowa z częścią Hauptschule (7 nauczycieli, 110 uczniów).